# Seznam ulic v Brně-Chrlicích
Seznam ulic v Brně-Chrlicích uvádí přehled ulic a veřejných prostranství na území městské části Brno-Chrlice, která je územně totožná s evidenční částí obce Chrlice a s katastrálním územím Chrlice.

## Seznam
| Název            | Pojmenováno po              | Souřadnice                      | Obrázek | Commons           | RÚIAN  | Mapy.cz         |
| ---------------- | --------------------------- | ------------------------------- | ------- | ----------------- | ------ | --------------- |
| Blümlova         | Jan Blüml                   | 49°8′14″ s. š., 16°39′15″ v. d. |         |                   | 21440  | stre&id=78989   |
| Břetislavova     | Břetislav I. Český          | 49°7′54″ s. š., 16°39′10″ v. d. |         |                   | 21857  | stre&id=79030   |
| Chrlické náměstí | Chrlice                     | 49°8′12″ s. š., 16°39′14″ v. d. |         | Chrlické náměstí  | 24619  | stre&id=79305   |
| Ctiradova        | Ctirad                      | 49°7′59″ s. š., 16°39′7″ v. d.  |         |                   | 22357  | stre&id=79080   |
| Davídkova        | Felix Maria Davídek         | 49°7′40″ s. š., 16°39′0″ v. d.  |         |                   | 22144  | stre&id=79059   |
| Ernsta Macha     | Ernst Mach                  | 49°8′3″ s. š., 16°39′13″ v. d.  |         |                   | 22888  | stre&id=79133   |
| Jana Broskvy     | Jan Broskva                 | 49°8′4″ s. š., 16°39′21″ v. d.  |         |                   | 27308  | stre&id=79575   |
| Jánošíkova       | Juraj Jánošík               | 49°7′50″ s. š., 16°39′3″ v. d.  |         |                   | 24775  | stre&id=79321   |
| K lázinkám       |                             | 49°8′5″ s. š., 16°39′2″ v. d.   |         |                   | 25186  | stre&id=79362   |
| K sídlišti       | sídliště                    | 49°7′46″ s. š., 16°39′20″ v. d. |         |                   | 660621 | stre&id=140063  |
| Kunešova         | Kuneš z Bělovic             | 49°7′57″ s. š., 16°39′33″ v. d. |         |                   | 26719  | stre&id=79516   |
| Na mlatech       | mlat                        | 49°8′11″ s. š., 16°39′17″ v. d. |         |                   | 28363  | stre&id=79680   |
| Nad nádražím     | Brno-Chrlice                | 49°7′53″ s. š., 16°39′40″ v. d. |         |                   | 36382  | stre&id=80477   |
| Nad topoly       | topol                       | 49°8′ s. š., 16°39′32″ v. d.    |         |                   | 695220 | stre&id=142474  |
| Obilní           | pole                        | 49°7′54″ s. š., 16°39′29″ v. d. |         |                   | 28959  | stre&id=79738   |
| Okrajová         | místo                       | 49°7′49″ s. š., 16°38′58″ v. d. |         |                   | 29017  | stre&id=79744   |
| Pod Mezí         |                             | 49°7′48″ s. š., 16°39′20″ v. d. |         |                   | 861014 | stre&id=5183529 |
| Pod hejdou       | bažina                      | 49°8′6″ s. š., 16°39′4″ v. d.   |         |                   | 29718  | stre&id=79813   |
| Podhrázní        | násyp                       | 49°7′56″ s. š., 16°39′22″ v. d. |         |                   | 29823  | stre&id=79824   |
| Prokešova        | Bohumil Prokeš              | 49°8′8″ s. š., 16°39′19″ v. d.  |         |                   | 30252  | stre&id=79867   |
| Pěkná            |                             | 49°7′51″ s. š., 16°39′15″ v. d. |         |                   | 29548  | stre&id=79797   |
| Půvabná          |                             | 49°7′55″ s. š., 16°39′41″ v. d. |         |                   | 30619  | stre&id=79903   |
| Rebešovická      | Rebešovice                  | 49°7′44″ s. š., 16°39′23″ v. d. |         | Rebešovická       | 30732  | stre&id=79915   |
| Roviny           |                             | 49°7′35″ s. š., 16°40′50″ v. d. |         |                   | 36722  | stre&id=80511   |
| Rozkošná         | požitek                     | 49°7′55″ s. š., 16°39′36″ v. d. |         |                   | 31054  | stre&id=79947   |
| Spádová          | svah                        | 49°7′50″ s. š., 16°39′19″ v. d. |         |                   | 32069  | stre&id=80047   |
| Tovární          | továrna                     | 49°7′57″ s. š., 16°40′29″ v. d. |         |                   | 36986  | stre&id=80537   |
| U dráhy          | železniční trať Brno–Přerov | 49°8′17″ s. š., 16°39′20″ v. d. |         |                   | 33693  | stre&id=80209   |
| U jezu           | jez                         | 49°7′33″ s. š., 16°38′2″ v. d.  |         | U Jezu (Brno)     | 33723  | stre&id=80212   |
| U viaduktu       | Chrlický viadukt            | 49°8′19″ s. š., 16°39′34″ v. d. |         | U Viaduktu (Brno) | 33812  | stre&id=80221   |
| U zbrojnice      | hasičská stanice            | 49°8′6″ s. š., 16°39′15″ v. d.  |         |                   | 33847  | stre&id=80224   |
| U ústavu         | zámek v Chrlicích           | 49°8′5″ s. š., 16°39′6″ v. d.   |         |                   | 33791  | stre&id=80219   |
| V rejích         |                             | 49°8′22″ s. š., 16°39′17″ v. d. |         | V Rejích          | 34169  | stre&id=80256   |
| Vilová           | vila                        | 49°7′51″ s. š., 16°39′36″ v. d. |         |                   | 34517  | stre&id=80291   |
| Výspa            |                             | 49°8′20″ s. š., 16°39′56″ v. d. |         |                   | 35092  | stre&id=80349   |
| Zámecká          | zámek v Chrlicích           | 49°8′ s. š., 16°38′58″ v. d.    |         | Zámecká (Brno)    | 35441  | stre&id=80384   |
| Západní          | západ                       | 49°8′ s. š., 16°39′13″ v. d.    |         |                   | 35467  | stre&id=80386   |
| Šromova          | Leopold Šrom                | 49°7′50″ s. š., 16°39′8″ v. d.  |         | Šromova (Brno)    | 32913  | stre&id=80132   |